# Ansauville

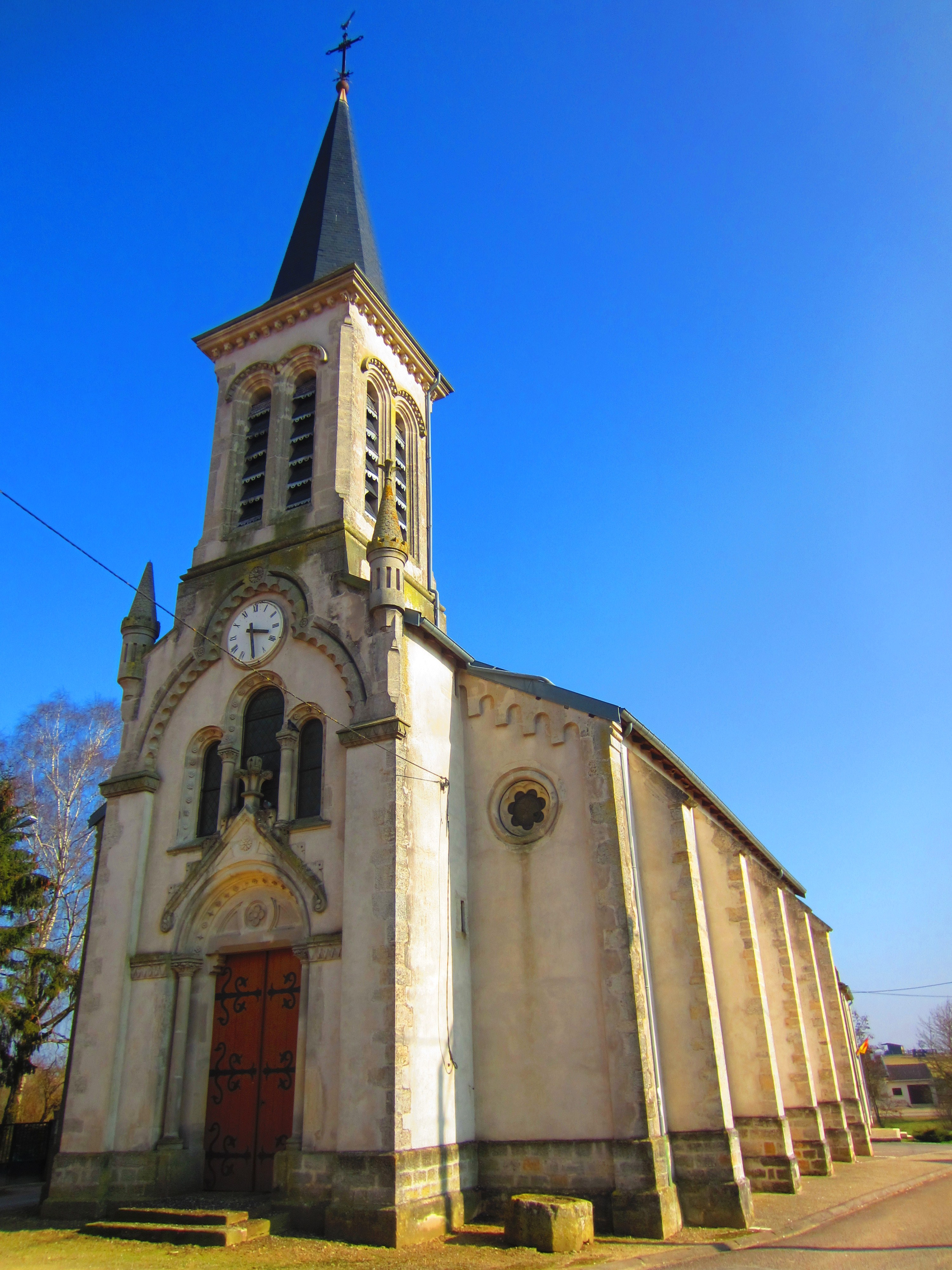
Kościół w Ansauville (2012)

Ansauville – miejscowość i gmina we Francji, w regionie Grand Est, w departamencie Meurthe i Mozela.
Według danych na rok 1990 gminę zamieszkiwało 77 osób, a gęstość zaludnienia wynosiła 11 osób/km² (wśród 2335 gmin Lotaryngii Ansauville plasuje się na 968. miejscu pod względem liczby ludności, natomiast pod względem powierzchni na miejscu 833.).

## Populacja

Populacja Ansauville w latach 1962–2008